# 2 avril 2023
 (février 2024).
Le dimanche 2 avril est le 92e jour de l'année 2023.

## Événements
- élections législatives en Andorre. La coalition libérale, conduite par le Premier ministre Xavier Espot Zamora, remporte la majorité absolue des sièges au Conseil général ;
- élections législatives en Bulgarie. Le GERB arrive en tête, mais le scrutin est encore un échec, aucun camp n'obtenant la majorité absolue ;
- élections législatives en Finlande, le Kok étant arrivé en tête, la formation d'un nouveau gouvernement de coalition mené par Petteri Orpo est attendue ;
- élection présidentielle au Monténégro (2e tour). Jakov Milatović est élu ;
- un attentat à la bombe à Saint-Pétersbourg (Russie) fait un mort ;
- en France, les Parisiens votent pour interdire les trottinettes électriques en libre-service[1].